# Anthoúla Mylonáki
Anthoúla « Anthí » Mylonáki (en grec moderne : Ανθούλα «Ανθή» Μυλωνάκη), née le 10 juin 1984 à La Canée, est une joueuse de water-polo internationale grecque qui évoluée au poste de gardienne de but. Elle remporte la médaille d'argent lors Jeux olympiques d'été de 2004 avec l'équipe de Grèce.

## Palmarès

### En sélection
- Grèce
  - Jeux olympiques :
    - Médaille d'argent : 2004.